# دايسوكي ناريماتسو
دايسوكي ناريماتسو (مواليد 24 ديسمبر 1989) هو ملاكم ياباني، مثّل بلاده في الألعاب الأولمبية الصيفية 2016.

## روابط خارجية
دايسوكي ناريماتسو على موقع بوكس ريك (الإنجليزية) (registration required)
- دايسوكي ناريماتسو على موقع اللجنة الأولمبية الدولية (الإنجليزية)
- دايسوكي ناريماتسو على موقع أوليمبيديا (الإنجليزية)